# Яйця курячі

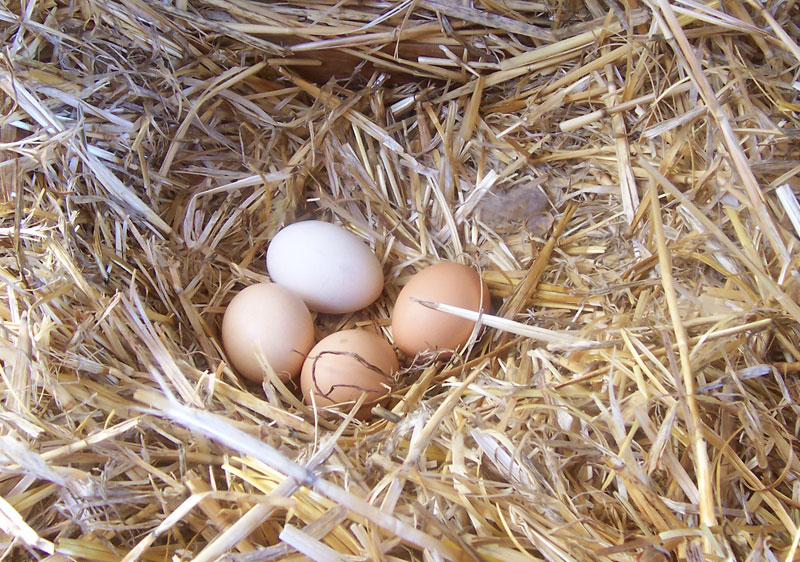
Яйця свійської курки

Куряче яйце — це яйцеклітина свійської курки, що захищена шкаралупою, овальної форми сукупність білка й жовтка, з яких утворюється зародок птахи .

## Формування яйця

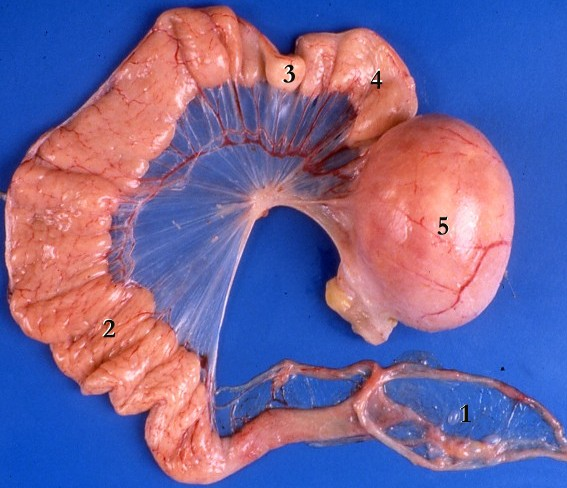
Яйцепровід курки-несучки: 1 - лійка (інфундібулум), 2 - яйцепровід (місце утворення білка), 3 - перешийок, 4 - матка, 5 - піхва з яйцем, пліва від 2 до 5 - брижа з судинами і нервами.

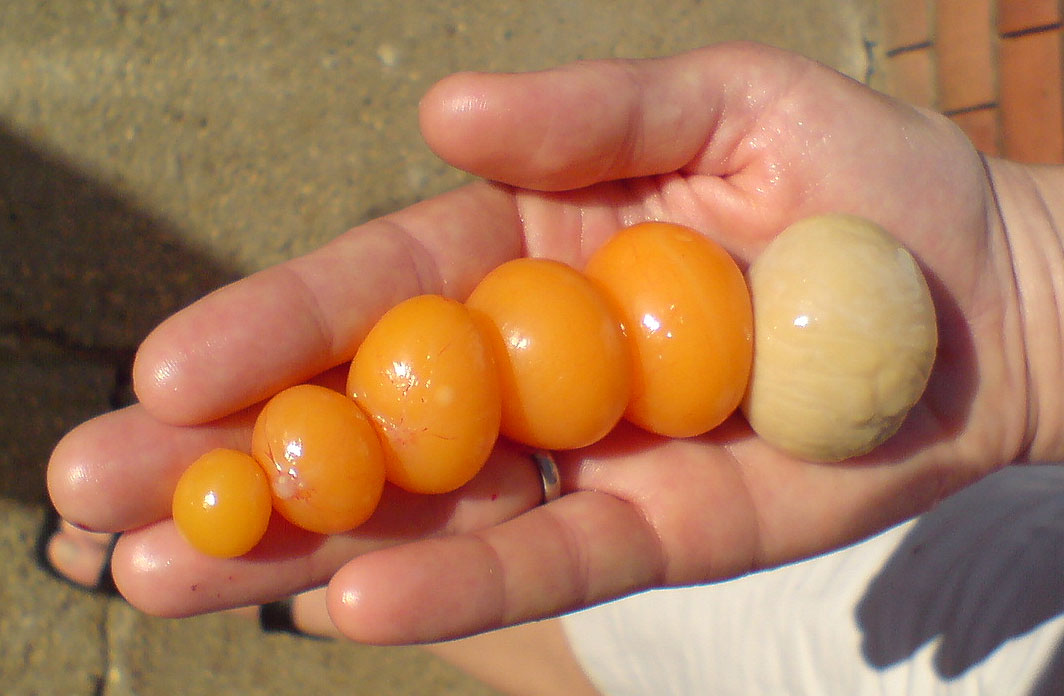
Зачаток курячого яйця на різних стадіях розвитку.

Спочатку яйце існує у формі овоциту, що знаходиться в яєчнику курки. Цей овоцит — зачаток яйця, в результаті оогенезу згодом стане жовтком. 

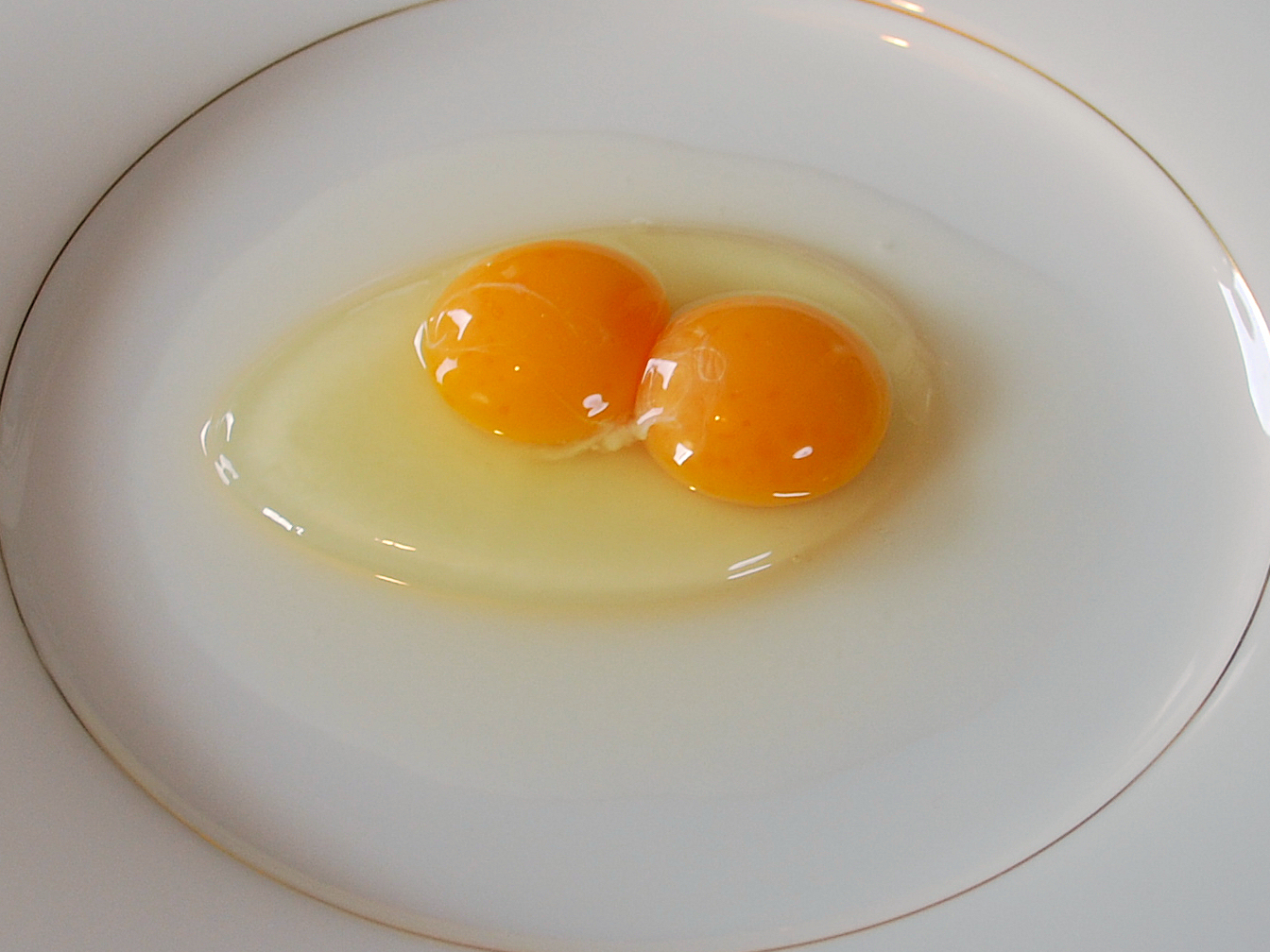
Яйце з двома жовтками

Овоцити, що знаходяться на різних стадіях розвитку, визрівають зазвичай у курей-несучок по одному в день. Іноді буває, що одночасно дозрівають два овоцити, тоді у яйця буде два жовтки. Утворення самого яйця відбувається в яйцепроводі.
Курка, як і багато інших птахів, має один яєчник і один яйцепровід, на відміну від півня, у якого парні статеві органи. Тобто — у зародка спочатку розвивається по два яєчники і яйцепроводи, але правобічні в ході подальшого ембріонального розвитку регресують і залишаються функціонувати тільки лівобічні. Правобічні у дорослої птиці знаходяться в рудиментарному стані. Яєчник розташований в поперековій області в порожнині живота, з вигляду він схожий на жовто-рожеве виноградне гроно. Зачатки майбутніх яєць закладаються ще в ембріональному періоді. 
До середини інкубаційного періоду курячий ембріон вже має повний набір мікроскопічних за розміром яйцеклітин (приблизно від 600 до 3600 штук), що перебувають у яєчнику, але дозріває і відкладається яєць у курки до 1500 шт. Після вилуплювання пташеняти навколо кожної його яйцеклітини утворюється оболонка — фолікул, який продукує жовткову масу. Яйцеклітини ростуть до 3-тижневого віку курчати і досягають діаметра приблизно 0,05 мм, а до початку статевого дозрівання збільшуються до 1 мм. Перед яйцекладкою частина яйцеклітин вступає у фазу бурхливого зростання. За 5-6 днів до моменту випадання жовтка у лійку яйцепроводу він збільшується в діаметрі приблизно з 6 до 35 мм, а його маса — з 1 до 18 г. У яєчнику курки, що несеться можна спостерігати 4-6 досить великих жовтків, які мають яскраву жовтогарячу пігментацію.
Овуляція проходить швидко, протягом 1–2 хв. Звільнившись від фолікула, овоцит потрапляє у лійку — початок яйцепроводу, а потім в сам яйцепровід, де відбувається його запліднення і подальший розвиток. Випадання жовтка у лійку яйцепроводу у курей відбувається зазвичай в першій половині дня, найчастіше через півгодини після знесення чергового яйця. Це процес може затримуватися в стресових ситуаціях чи при недостатній освітленості і високій температурі в приміщенні. Оскільки жовток формується в основному за 5-6 днів до овуляції, то його якість (величина, пігментація, хімічний склад тощо) прямолінійно залежить від якості годівлі та умов утримання, які були створені протягом приблизно тижня до знесення яйця.
Після овуляції жовток потрапляє в яйцепровід, який в активному стані являє собою довгу, зазвичай більше 60 см, звивисту трубку різного діаметру. У період спокою (коли птиця не несеться) довжина яйцепроводу зменшується в 2-4 рази, а маса — в 12-20 разів. Неправильна вакцинація птиці, різка її стимуляція до початку кладки, також можуть призвести до випадання у лійку яйцепроводу відразу двох або трьох жовтків, які при проходженні по яйцепроводу, обволікаються білком, покриваються внутрішньою, зовнішньою мембранами та шкаралупою. Внаслідок цього можуть з’являтися надмірно великі яйця, з масою вище 75 г. У результаті хвороби несучки, може статися звуження яйцепроводу, що призводить до появи дрібних яєць, масою менше 48 г. Дрібні яйця зносить і молода, незріла в статевому відношенні птиця, яку рано запускають у яйцекладку.
Яйцепровід складається з 5 відділів, кожен з яких бере участь в утворенні певних частин яйця. Лійка яйцепроводу, розташована близько до яєчника, приймає в себе зрілий жовток після овуляції. Тут відбувається запліднення яйцеклітини, а потім утворюється густий волокнистий шар білка, частина якого в подальшому при гвинтоподібному русі жовтка скручується у вигляді спіральних напівпрозорих утворень — халази або «джгутиків», вони підтримують жовток в центрі яйця. Якщо, замість жовтка, у лійку яйцепроводу потраплять шматочки білка, тромби, глисти або інші сторонні тіла, які, подразнюючи стінки, викличуть роботу залоз, виділення білка і наступне утворення шкаралупи, то це призведе до появи без жовткових яєць.
У лійці яйцепроводу жовток затримується до 20 хвилин, а потім через вузьку її частину (шийку) надходить у найдовший білковий відділ, в якому стінками яйцепроводу виробляється альбумін, з якого складається білок яйця, цей процес триває приблизно 4 хвилин. При захворюваннях птиці, порушеннях білково-вітамінного харчування, токсикозах, стресах з’являються яйця з розрідженим білком, кров’яними включеннями. Зараження птахів глистами, антисанітарний стан гнізд, пташників можуть призвести до появи різноманітних сторонніх включень в яйці: глистів, піску, гальки, пір’я та інших сторонніх предметів.

Морфологія курячого яйця: 1 - яєчна шкаралупа; 2 - зовнішня мембрана; 3 - внутрішня мембрана; 4, 13 - халаза; 5 - зовнішній рідкий яєчний білок; 6 - щільний яєчний білок; 7 - вітелінова оболонка; 8 - дейтоплазма; 9 - бластодерма (зародковий диск); 10, 11 - жовтий і «білий» жовтки; 12 - внутрішній рідкий яєчний білок; 14 - пуга (повітряна камера); 15 - кутикула.

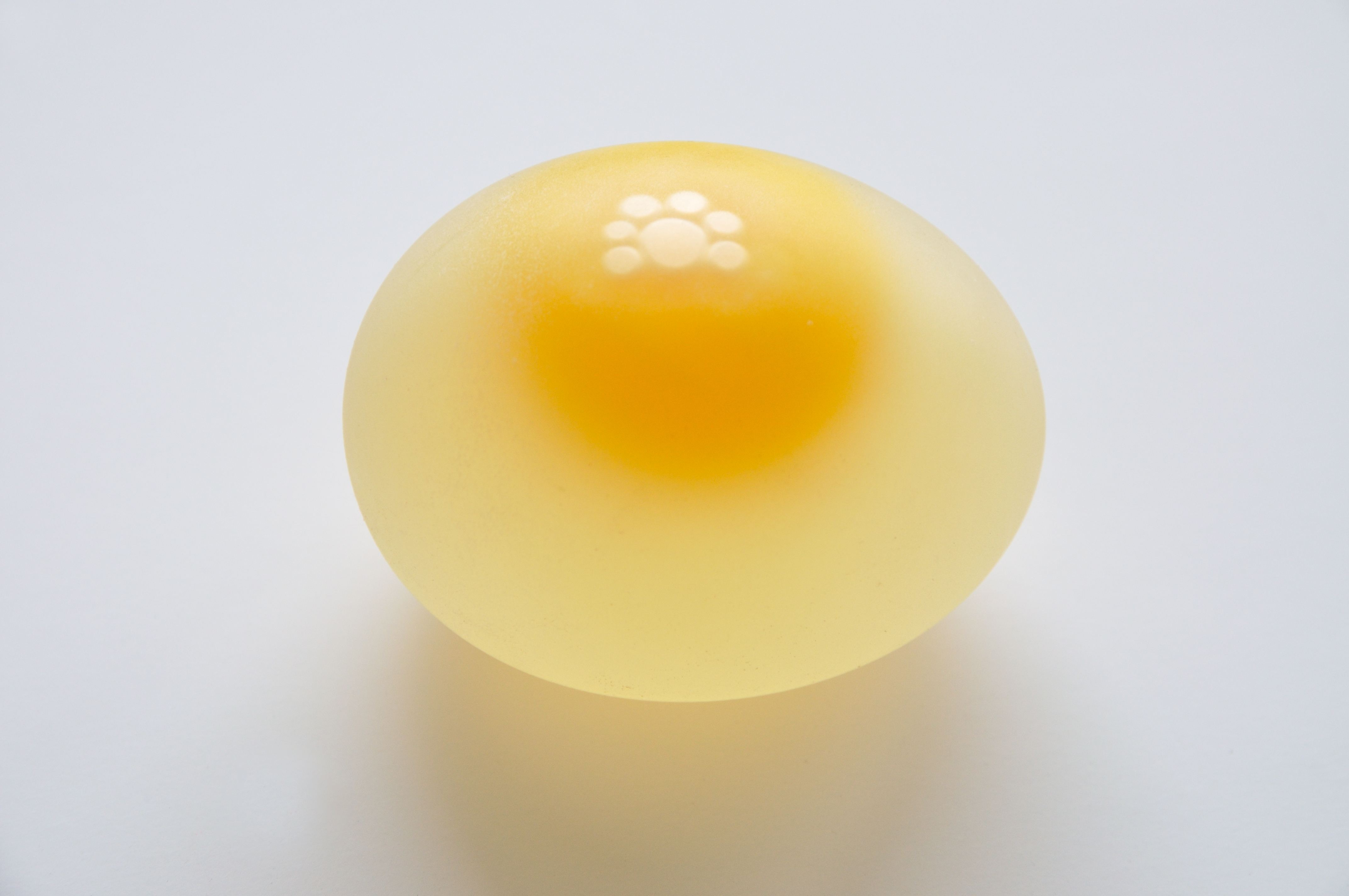
Вигляд курячого яйця без шкаралупи

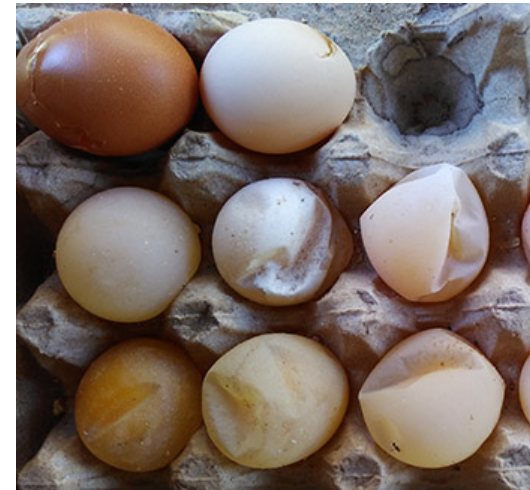
Аномалії яєць

Яйце, забезпечене тепер білком, продовжує свій шлях і надходить у перешийок яйцепроводу, в якому виділяється клейка ниткоподібна речовина, яка, переплітаючись пучками, утворює дві підшкаралупні оболонки. Спочатку вони міцно з’єднані, потім розділяються. Яйце перебуває в перешийку дещо більше 1 години.
Перешийок без чітко вираженої межі переходить в найширшу частину яйцепроводу — матку, до цього моменту оболонки послаблюються і начебто «плавають» навколо білка. У матці формується шкаралупа. Протягом наступних п’яти годин відбувається поступове проникнення води і солей крізь оболонки доти, доки ці оболонки знову розтягнуться і яйце «розідметься». Цей попередній процес необхідний для кальцинування шкаралупи, яка формується протягом наступних 15-16 годин. Тобто секреторні клітини слизової оболонки матки яйцепроводу птахів виділяють воду і неорганічні речовини для формування шкаралупи яйця. Вони відкладаються у вигляді кальцієвих солей на органічному решітчастому матриксі. Причому із залоз матки в шкаралупу яйця потрапляють кристалічні сполуки кальцію, а через апікальні клітини поверхневого епітелію — аморфні. Через 3-4 години від початку утворення шкаралупи остання являє собою тонку, тендітну, оболонку, що легко деформується. В цей час (у курей він припадає приблизно на 16 годину дня) не можна турбувати несучок, тому що на шкаралупі можуть з’являтися внутрішні тріщини, які легко переходять після знесення яйця у відкриті. У матці яйце знаходиться протягом 16-20 годин.
Шкаралупа складається головним чином з кальциту — кристалів карбонату кальцію. Вона тришарова: внутрішній шар, що становить третину товщини шкаралупи, складається з конічних кристалів, скріплених білковими містками, наступний шар складається з тісно притиснутих один до одного стовпчастих кристалів карбонату кальцію. Все це покрито тонкою шкіркою (кутикулою), яка утворюється безпосередньо перед відкладанням яйця, яка перешкоджає проникненню мікроорганізмів всередину яйця. Завдяки впливу на яйце зовнішніх сил, поки воно ще еластичне, воно тяжіє до еліптичної замість сферичної формі. Ці зовнішні сили — м’язового походження. Стінки яйцепроводу мають два шари м’язів: внутрішній, з кругоподібними м’язами, що проштовхує яйце до яйцепроводу, і зовнішній, що складається з поздовжніх м’язів, який служить для полегшення проходження яйця. Залежно від того, наскільки розтягнутий яйцепровід, яйце зустрічає на своєму шляху більший або менший опір і буде більш-менш довгастим чи заокругленим. Той факт, що один кінець яйця більш заокруглений, а інший більш загострений, безумовно, пов’язаний з інтенсивністю дії сил, які і впливають на нього, проте як це виходить — неясно, але точно відомо лише те, що яйце рухається і виходить назовні гострим кінцем вперед у 85% випадків.
При різних патологіях матки, що виникають в результаті інфекції або травматизму можуть з’являтися яйця неправильної, потворної форми (подовжені, круглі, грушоподібні, веретеноподібні та ін.). Порушення вітамінно-мінерального живлення несучок, захворювання репродуктивних органів призводять до утворення яєць шорстких, зморшкуватих, з вапняними наростами. При порушеннях в технології вирощування несучок, стресі птаха з’являється багато яєць з насічками, тріщинами на шкаралупі, які виявляються при просвічуванні або простукуванні яєць. Недолік у раціоні кальцію, фосфору, мікроелементів, вітамінів А і D або наявність в кормах мікотоксинів викликають «мармуровість» (нерівномірна пористість і товщина) шкаралупи яєць. За таких порушень в годівлі птиці можуть з’явитися і тонко-шкаралупі або безшкаралупні яйця.
В останні години формування яйця в матці шкаралупа фарбується завдяки пігменту перероблених печінкою еритроцитів і покривається надшкаралупною плівкою, або кутикулою, що складається з тонкого шару слизу. Забарвлення шкаралупи залежить від пігменту овопорфирину, який утворюється в матці і схожого за хімічною будовою гематопорфірину — речовини, що знаходиться в близькому зв'язку з пігментами крові і жовчі. Колір її є спадковою ознакою і зв’язаний з породою птиці. Повністю сформоване яйце через останній відділ яйцепроводу — піхву — виштовхується назовні. При цьому відбувається інвагінація стінки піхви (сильно випинається), перекривається отвір клоаки, завдяки чому яйце при знесенні із матки яйцепроводу одразу потрапляє у зовнішнє середовище, не доторкуючись до стінки клоаки і не забруднюється.

Запліднюються жіночі статеві клітини в яєчнику або у лійці яйцепроводу. Якщо з якоїсь причини в яєчнику або у лійці яйцепроводу запліднення не відбулося, то при дальшому переміщенні жовтка воно буде неможливим і таке яйце буде незаплідненим. 
У курей яйце по яйцепроводу проходить зазвичай протягом 23-26 годин. З них приблизно 80% часу воно знаходиться в матці. Після знесення яйця при охолодженні, його внутрішній вміст стискається, притягуючи до себе внутрішню підшкаралупну оболонку. Зовнішня підшкаралупна оболонка притягується до шкаралупи, між ними утворюється невеликий простір – повітряна камера, так звана «пуга». При цьому дуже важливо для зародка, щоб повітряна камера знаходилась у тупому кінці яйця, бо у цій частині найбільше пор, від яких залежить газообмін між яйцем та зовнішнім середовищем, а отже, й інтенсивність дихальних процесів зародка. Кількість пор в шкаралупі може сягати 7-17тис. канальців. Повітряна камера відразу ж після охолодження яйця має діаметр менше 1 см, потім вона збільшується залежно від термінів зберігання, температури і вологості навколишнього повітря. Розмір повітряної камери може бути показником свіжості яєць. 
Температура яйця при знесенні дорівнює температурі тіла несучки (41,4 °С). Потрапляючи до гнізда, яйце швидко охолоджується, і за  температури 27 °С розвиток зародка призупиняється, а за температури 20 °С він впадає у стан анабіозу (спокою) і знову починає розвиватися при надходженні в умови підвищеної температури.
Статева зрілість курей настає у віці 120-180 діб, півники  дозрівають трохи раніше.

## Хімічні та фізичні властивості
Додаткові відомості: Яйце (їжа)
Яйце є високоцінним дієтичним продуктом і засвоюється організмом на 97%. Білок і жовток яйця містять повний комплект незамінних амінокислот, таких як лізин, триптофан, метіонін. У жовтку яйця зосереджені ліпіди, багаті поліненасиченими жирними кислотами: олеїновою, арахідоновою, лінолевою і пальмітиновою, а вміст фосфатидів (лецитину, холіну та ін.) перевищує кількість холестеролу в 5-6 разів. Яйця багаті на тіамін, рибофлавін, холін, ретинол, токоферол, кальциферол, а також мінералами (Ca, P, I, Cu, Fe, Co). Калорійність 100 г яєчної маси становить 156-184 ккал. За харчовою цінністю яйце можна прирівняти до 200 мл молока або 40 г м'яса. Вміст яйця знаходиться в шкаралупі, яка є його природною «упаковкою» і оберігає від висихання і псування. До складу шкаралупи входить 27 елементів періодичної системи Д.І. Менделєєва, 90% становить карбонат кальцію. Оболонка яйця також багата мікроелементами: міддю, фтором, залізом, марганцем, молібденом, фосфором, сіркою, цинком, кремнієм.
Середнє співвідношення між складовими частинами курячих яєць: шкаралупа 12%, білок - 58 і жовток - 30%.
Маса курячого яйця становить 30-75 г.
Калорійність курячого яйця залежить від його хімічного складу і в середньому становить 162 ккал в 100 г.
У яєчному білку міститься 0,25-0,30% жиру, 12-13% білка, 0,7% вуглеводів, 0,6% мінеральних речовин, 80-85% води. Питомою складовою є авідин.
Питома вага білка 1,039-1,052, реакція лужна рН 7,2-7,6, він має бактерицидні і бактеріостатичні властивості. Яєчний білок містить 3% лізоциму, що володіє антибіотичними властивостями. Він полегшує боротьбу організму курчати, що розвивається зі шкідливими мікроорганізмами. Яєчний білок також використовують як поживну основу для вирощування бактерій в бактеріологічних лабораторіях.
Жовток укладений у власну тонку прозору оболонку (вітелінова, також жовткова оболонка) і має забарвлення від світло-жовтого до помаранчевого. Колір його залежить від наявності пігментів ксантофілу і каротину. Однак влітку, при поїданні птахом великої кількості зеленого корму, жовток може набувати зеленого кольору («трав'яне яйце»). Жовток містить жиру 22,8-31,8%, білка 14-16, вуглеводів 0,2, мінеральних речовин 1,1-1,3 і води 50- 51%. У жовтку містяться ферменти: протеолітичний, ліполітичний, амілолітичний та ін.. Жовток свіжого курячого яйця має кислу реакцію - рН 4,8-5,2, питома вага 1,028-1,030, але бактерицидними і бактеріостатичними властивостями не володіє.
Шкаралупа пташиного яйця являє собою унікальний біокерамічний композитний матеріал, якому притаманні, з одного боку, висока щільність та міцність у поєднанні з певною механічною еластичністю і досить висока газо- та вологопроникність — з іншого.
Шкаралупа на 90% складається з вуглекислого та фосфорнокислого кальцію, фосфорнокислого магнію і карбонату магнію. Може бути використана в складі раціону птиці після стерилізації. Товщина шкаралупи коливається від 0,2 до 0,4 мм.

## Інкубаційний період
Додаткові відомості: Висиджування яєць, інкубатор.
Яйце, що ідеально відповідає вимогам інкубації, не дасть потомства, якщо буде незаплідненим. Але на цей випадок є виключення.
У 1910 році був описаний досвід, коли в незапліднених курячих яйцях почався розвиток ембріонів. На жаль, далі початкових стадій дроблення справа не просунулася. Але факт залишається фактом: у незаплідненому яйці можливий розвиток ембріона. Це явище прийнято називати партеногенезом. Партеногенез можна викликати штучно уколом яйця голкою, дією кислот і лугів, різким охолодженням або нагріванням.
Відносно часто ембріональний розвиток без запліднення зустрічається у індичок — до 17 %, у курей це характерно для 0,1 % яєць.
Партеногенез може бути викликаний і в тому випадку, коли чужорідна сперма, проникаючи в яйцеклітину, спонукає її до розвитку, але злиття чоловічих і жіночих ядер не відбувається. Цікавий дослід провів у 1960 році М. Олсен: він вирощував індичок та курей, які довгий час селекціонували на високий відсоток партеногенезу. Для стимуляції його індички були запліднені насінням півня. Замість очікуваної стимуляції вийшли гібриди, з проміжним зовнішнім виглядом і повністю стерильні.

Тривалість інкубаційного періоду: при нормальному харчуванні та розвитку вилуплення відбувається на 20-21 день. Інкубаційний розвиток ембріону традиційно заплідненого курячого яйця:

Цикл: інкубаційний розвиток курячого яйця, 21 доба. На жовтку добре помітна пляма - ембріональний диск, початкова стадія ембріонального розвитку у 2-гу добу.
Цикл: інкубаційний період курячого яйця, 21 доба. На ембріональному диску ледь помітні кровоносні судини на 3-тю добу.
Цикл: інкубаційний період курячого яйця, 21 доба. На 4-ту добу на жовтку стають помітнішими утворені кровоносні судини.
Цикл: інкубаційний період курячого яйця, 21 доба. На 7-му добу добре видно ембріон, а також помітне формування очей та рота.
Цикл: інкубаційний період курячого яйця, 21 доба. На 9-ту добу відбувається формування пір'яних сосочків.
Цикл: інкубаційний період курячого яйця, 21 доба. На 10-ту добу формується дзьоб.
Цикл: інкубаційний період курячого яйця, 21 доба. На 13-ту добу повіки сягають зіниці, на голові з'являється пух.
Цикл: інкубаційний період курячого яйця, 21 доба. На 14-ту добу зародок вкритий пухом повністю, а на ногах починають утворюватися лусочки.
Цикл: інкубаційний період курячого яйця, 21 доба. На 15-16 день пташеня повертається передньою частиною тіла (головою) до тупого кінця яйця. Можна розпізнати ніздрі, повністю сформовані кігті. Білок вичерпаний, жовток використовується пташеням для отримання енергії та харчування.
Цикл: інкубаційний період курячого яйця, 21 доба. На 17-18 добу лапи покриті лускою, в амніоні закінчується рідина. Пташеня розгортається дзьобом до повітряної порожнини, очі закриті повіками. Аллантоїс починає стискатися.
Цикл: інкубаційний період курячого яйця, 21 доба. На 19-ту добу жовток закінчується, повіки відкриваються, голова сягає повітряної камери.
Цикл: інкубаційний період курячого яйця, 21 доба. На 20-ту добу пташеня пробивається до простору з повітрям і робить перший вдих. Починається прокльовування шкаралупи.
Цикл: інкубаційний період курячого яйця, 21 доба. В останній день перед появою на світ курча використовує свої крила і ноги щоб розвернутися, впертися і проколоти шкаралупу за допомогою свого яєчного зуба.
Цикл: інкубаційний період курячого яйця, 21 доба. Пташеня повністю вивільняється з шкаралупи через 12-18 годин.
Цикл: інкубаційний період курячого яйця, 21 доба. Пташеня з'являється на світ мокрим, але швидко обсихає і перетворюється на гарну пухнасту грудочку.

## Санітарна оцінка

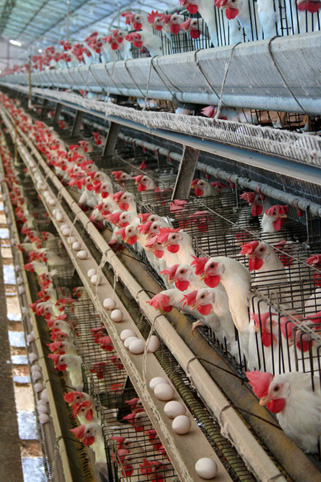
Отримання яєць на птахофабриках

Санітарно-ветеринарну оцінку яєць проводять в умовах масового виробництва продуктів тваринного походження, фермах, тощо. 
Висока вологість повітря в період зберігання яєць сприяє розмноженню бактерій і цвілі на поверхні шкаралупи, особливо у забруднених яєць. Потім відбувається поступове проникнення всередину яйця як бактерій, так і грибків. 
Яйця з тонкою шорсткою, зморшкуватою і забрудненою шкаралупою, а також миті і «старі» довго зберігати не можна внаслідок швидкої їх «усушки» і псування. Зовнішній вигляд «старих» і митих яєць блискучий через втрату матовості шкаралупи. 
Вміст свіжознесених яєць, отриманих від здорових несучок, стерильний. Стерильність вмісту яєць в процесі зберігання забезпечується наявністю багатьох захисних властивостей, ними володіє і кутикула, яка перешкоджає проникненню мікроорганізмів всередину яйця. При мийці яєць ця оболонка руйнується і мікроорганізми через пори легко проникають в яйце. Сама шкаралупа і підшкаралупні оболонки також слугують деяким бар'єром для частини мікроорганізмів.

### Овоскопія

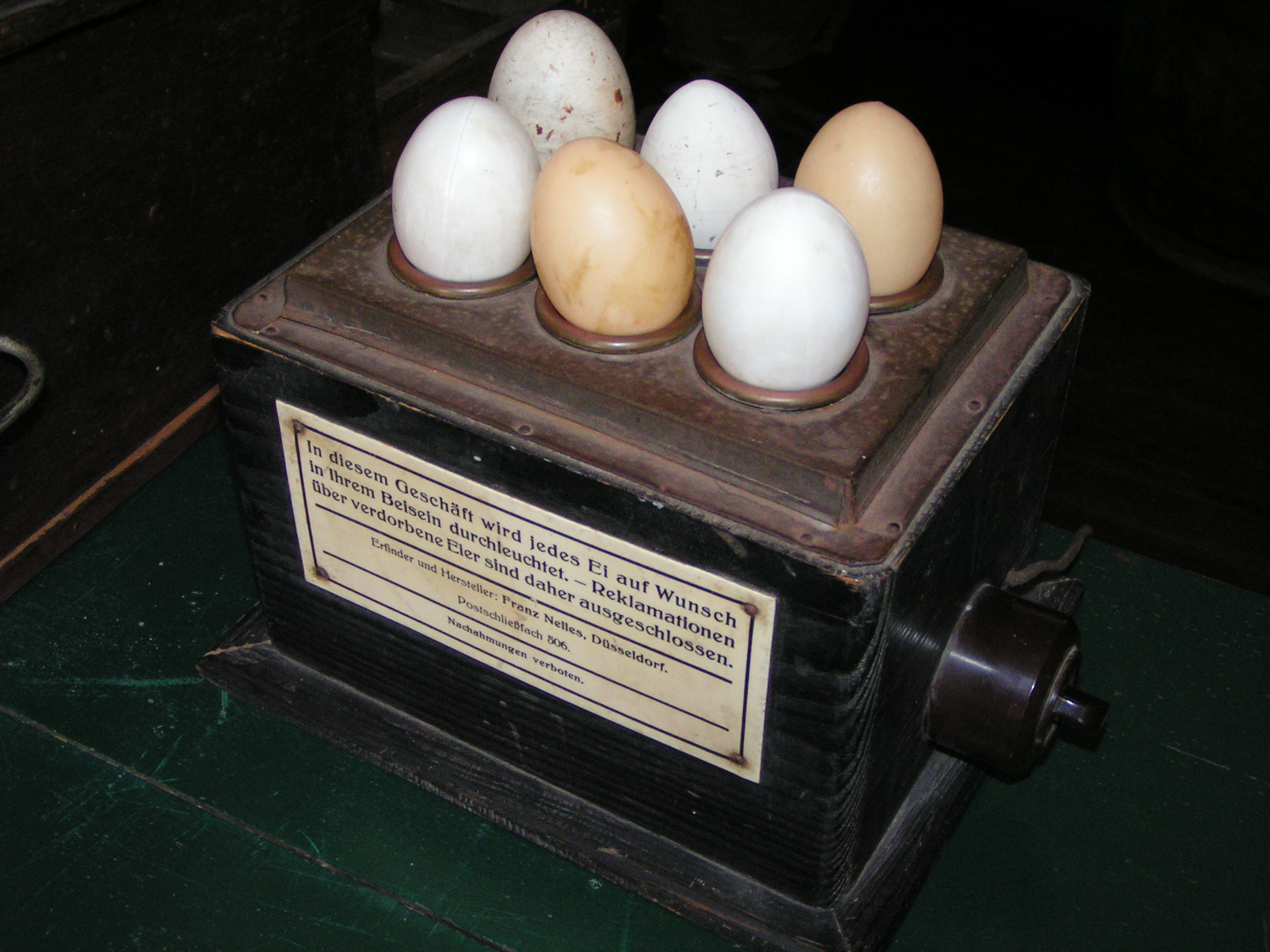
Овоскоп, що використовувався ймовірно у середині 1900 років у продуктових магазинах, виготовлений Францем Неллесом, Дюссельдорф. (Erfinder und Hersteller: Franz Nelles, Düsseldorf. Postschliessfach 506.)

При просвічуванні овоскопом можна виявити яйця, у яких шкаралупа має прозорі ділянки (плями) — мармуровість шкаралупи через нерівномірність відкладення солей кальцію на всій площі шкаралупи. Яйця з мармуровою шкаралупою містять менше сухих речовин, вони непридатні для тривалого зберігання. Якість яєць встановлюють при зовнішньому огляді і овоскопії, звертають увагу на колір, чистоту і цілісність шкаралупи. Вона повинна бути чиста, цілісна, з матовою поверхнею.
Поверхня яйця може мати «насічку» (невелика тріщина шкаралупи), «м'ятий бік» (поверхня шкаралупи пошкоджена, але підшкаралупні оболонки цілі). У цих випадках яйця підлягають негайній реалізації.
При овоскопії свіже яйце має просвічувати жовтуватим (з білою шкаралупою) або рожево-червоним (з коричневою шкаралупою) кольором, з червонуватим полем в центрі (жовток). Овоскопія дає можливість встановити дрібні тріщини, стан білка і жовтка, величину пуги, наявність вад.
Залежно від якості, яйця підрозділяють на харчові, харчові неповноцінні і технічний брак.
До харчових відносять свіжі доброякісні яйця з чистою шкаралупою, без механічних пошкоджень, з висотою повітряної камери не більше 13 мм; щільним білком, добре просвічуваним, густим; з жовтком чистим, в'язким, рівномірно забарвленим в жовтий або жовтогарячий колір, що займає центральне положення (допускається зміщення).

### Вимоги, пропоновані до якості
Згідно з державним стандартом (ДСТУ 5028:2008 Яйця харчові технічні умови) курячі харчові яйця залежно від строків зберігання і якості поділяють на дієтичні та столові. До дієтичних належать яйця, термін зберігання яких не перевищує 7 діб із дня сортування (маркування), не враховуючи дня знесення. У столових яєць строк зберігання не перевищує 25 діб із дня сортування, не враховуючи дня знесення, або якщо вони знаходяться в охолоджувальній камері — не більше 120 діб за температури від -1 до -2 °С. Яйця, які прийняті у торговельну мережу як дієтичні, але тривалість зберігання в процесі реалізації перевищила 7 діб, переводять до категорії столових. 
Вміст харчових курячих яєць не повинен мати сторонніх запахів. Залишкові кількості пестицидів не повинні перевищувати максимально допустимого рівня. Кожне дієтичне яйце маркують червоною, а столове — синьою фарбою, дозволеної до застосування для харчових цілей, зазвичай — це категорія та дата сортування.

### Органолептичні якості
Сире й варене яйце повинні мати природний колір, форму, запах та смак. Яйця розкривають з тупого кінця і відразу визначають запах повітряної камери, потім досліджують смак білка та жовтка окремо. Вміст сирого яйця, як і текстура білка мають бути однорідними, прозорими, без сторонніх включень, а жовток має бути рівно опуклий характерного кольору. Кров'яні включення є результатом того, що у курки-несучки лопаються кровоносні судини і кров потрапляє на жовток під час відділення від яєчника. Не слід плутати ці кров'яні включення з зародком.
Центр жовтка у круто звареному яйці повинен мати шарову структуру, що особливо помітно, коли яйце розрізати уздовж. Центр жовтка — заповнений світлою масою, яка має глекоподібну форму з вузькою шийкою, що виходить до поверхні жовтка. У лійці цієї шийки розташований зародковий диск, який у заплідненому яйці являє невелику білу пляму розміром 3-5 мм. У незаплідненому яйці зародковий диск менше 2-2,5 мм. 
Забрудненість шкаралупи послідом говорить про несвоєчасне збирання яєць після знесення, адже птахи можуть знести яйце просто на підстилку. В такому випадку збільшується імовірність їх забруднення мікроорганізмами та мікроскопічними грибами, спори яких зазвичай проростають в середину яйця крізь пори. Крім того в посліді можуть міститися небезпечні бактерії такі, як сальмонела. 

### Старіння
«Старіння» яйця впливає також і на внутрішній його склад, змінюється як абсолютна, так і відносна кількість складових частин яйця, їхній колір, а іноді і будова. Найбільшим показником «старіння» яйця є втрата білком гетерогенності. У свіжознесеного яйця щільний шар білка — білковий мішок, який підіймається у вигляді овалу навколо жовтка і має желатиноподібну консистенцію. З часом висота білкового мішка зменшується, він стає менш щільним і розтікається по поверхні, іноді білок зовсім невиразний і рідкий. Одночасно збільшується жовток, а при сильному псуванні яйця жовткова оболонка може розірватися, і жовток змішується з білком. При «старінні» яєць змінюється також їх колір — жовток темніє, білок стає більш жовтим або мутним. Також змінюється смак яйця, відчутний характерний «залежаний» присмак. Хімічні зміни, які виникають під дією мікроорганізмів, важко класифікувати, оскільки кожний з мікроорганізмів може проявляти свою специфічну дію. У зіпсованих яйцях находять суміш кінцевих і побічних продуктів розпаду амінокислот, поліпептидів, жирних кислот, кетонів, альдегідів, а також аміаку, сірководню та ін.

## Зберігання
Для попередження зниження якості яєць в процесі зберігання їх охолоджують до температури, близької до замерзання внутрішнього вмісту і зберігають у спеціальних приміщеннях (складах). Але у складських умовах при тривалому зберіганні яєць все ж поступово знижується їх якість. Тому з метою попередження розвитку небажаних змін і збільшення тривалості зберігання яєць розроблені додаткові методики продовження зберігання шляхом ізолювання вмісту яйця від дії факторів зовнішнього середовища. Деколи використовують способи нанесення на шкаралупу спеціального покриття з суміші парафіну та каніфолі, мінеральних олій, синтетичних речовин та інше. Термін зберігання яєць свійської птиці залежить від умов зберігання і може продовжуватись до 4-8 місяців. 

### Зберігання яєць в холодильниках
Одним з найбільш розповсюджених методів, який широко використовується в Україні — це холодильники та холодильні камери, які в умовах виробництва перед завантаженням мають ретельно мити і дезінфікувати, а стіни приміщень — білити вапном. На зберігання рекомендується закладати яйця високої якості, тому що навіть удосконалені методи консервування не зберігають їх абсолютної якості, якщо псування почалось до початку зберігання. У холодильних яйцях обов'язково зберігаються в ящиках при температурі в температурі від -1 до -2 °С, при відносній вологості повітря від 85 до 88%. Цей режим забезпечує якість яєць протягом 6-7 місяців.
В домашніх умовах в холодильнику рекомендується зберігання яєць до 30 діб при температурі від 2 °С до 4 °С.

### Зберігання яєць у консервувальних розчинах
Цей метод використовують, коли немає холодильних ємностей. Цей метод заснований на ізоляції яєць від повітря і мікроорганізмів шляхом занурення їх у вапняну воду, морську воду, розчин кухонної солі. За таких умов зберігання можливе також при кімнатній температурі. 

#### Вапнування яєць.
В умовах присадибного господарства найбільш доступний спосіб зберігання яєць в вапняному розчині. Для цього використовують негашене вапно із розрахунку 500 г на 100 л води, також додається кухонна сіль — 500 г, розведена у воді окремо. Після гасіння його відстоюють і використовують прозору над осадову рідину. Зберігання яєць у розчині вапна не повинно перевищувати чотирьох місяців. А в умовах складу чи виробництва після закінчення зберігання яйця просушують, сортують і пакують. Тару маркують з позначкою «вапновані». 
Шкаралупа яєць, які зберігались у розчині вапна, має ліловий відтінок і слабкий наліт вапна. При варінні такі яйця тріскаються. Тому, щоб попередити розтріскування шкаралупи, необхідно проколоти тупий кінець яйця голкою. Яйця при такому методі консервування мають специфічний присмак, знижується міцність шкаралупи, а білок втрачає здатність до утворення піни при збиванні, тому їх використовують в основному у хлібопекарському виробництві. 

#### Обробка мінеральними оліями, жиром.
Перспективним методом збільшення терміну зберігання яєць та зменшення втрат їх ваги зі збереженням харчових якостей є обробка мінеральною олією, яка створює на поверхні яйця тонку плівку, що швидко висихає та надійно закриває пори і в той же час не змінює товарного вигляду і смакових якостей. Покриття яєць в умовах виробництва мінеральною олією проводиться на спеціальній машині. 
Обробку яєць олією особливо доцільно проводити при зберіганні продукції в неохолоджених, тимчасових приміщеннях.
Зберігати яйця протягом 6-8 місяців в домашніх умовах можна, змастивши поверхню шкаралупи соняшниковою олією, салом або вазеліном. Таку обробку проводять не пізніше ніж через 24 години після знесення яєць.

#### Метод сухого консервування.
Більш простим способом, що дозволяє зберігати харчові яйця протягом 3-4 місяців, є використання сухих «упаковок». В якості «пакувального матеріалу» застосовуються полова, овес, просо, попіл з дерева, дрібний сухий торф, сіль. Яйця, відібрані для зберігання, укладають вільно в дерев'яні ящики горизонтально або гострим кінцем донизу (в будь-якому випадку краще зберігати яйця пугою догори, тобто — тупим кінцем) і пошарово пересипають одним із зазначених матеріалів. Ящики потрібно тримати в сухому прохолодному приміщенні при температурі близько 0 °С.

### Цікаві факти
Додаткові відомості: Сторічні яйця
- У Бельгії яйця зберігалися в бляшаній закупореній тарі в суміші вуглекислого газу (88%) і азоту (12%) протягом 8-7 місяців із задовільними результатами.
- Вчені Корнелльського університету в США зуміли зберегти яйця свіжими протягом 2 років в упаковці, звідки було викачане повітря.
- У Великій Британії близько 80 років тому оцінювали різні способи збереження яєць. Перше місце за якістю зайняли яйця, що зберігалися у висівках. Вони були майже свіжими, без запаху і присмаку. Друге — змащені сумішшю бджолиного воску та олії, засипані сіллю. Третє — змащені баранячим салом і укладені в сухий вапняний порошок. Відзначено, що при додаванні в сало або вазелін саліцилової кислоти старіння яєць сповільнюється[39].

## Яєчна продукція
Додаткові відомості: Авідин-біотин.
Яєчні продукти класифікують за наступними видами: 
- рідкі — охолоджені або морожені меланж[40], жовток, білок
- сухі — меланж (яєчний порошок), жовток, білок[41].

Для виробництва яєчних продуктів (меланжу, білка, жовтка) повинні використовуватися яйця курячі свіжі, що надійшли з господарств, благополучних щодо інфекційних та інвазійних захворювань, згідно з вимогами технічної документації та санітарних правил. Яєчні продукти можуть містити велику кількість мікроорганізмів, які потрапляють в них під час виготовлення, тому зберігання рекомендоване при низьких температурах, що викликає часткове відмирання шкідливої мікрофлори. 
Яєчний заморожений меланж, що використовується для виробництва яєчного порошку, за органолептичними, бактеріологічними та фізико-хімічними показниками має відповідати вимогам технічної документації.
Яєчну шкаралупу не пізніше ніж протягом чотирьох днів після її отримання переробляють і додають (від 10 до 25%) в м'ясокісткове борошно або виробляють яєчну крупку.
Яєчний білок використовувався як біологічно-поживна середа для «бакпосівів» у медичних лабораторіях та «санстанціях» Радянського Союзу. Сьогодні ж авідин-біотин, питома складова яєчого білка, широко використовується в біологічних дослідженнях, біохімії, фармації та генній інженерії. Яєчний білок, за потреби, також і синтетично відтворюють для цих цілей.
Яйця та яєчна продукція можуть бути сильними алергенами для людини.